# カルテル
カルテル（独: Kartell, 英: cartel）または企業連合（）とは、事業者が独占目的で行う価格・生産計画・販売地域等の協定を指す。
また、麻薬カルテルも通謀に着目してカルテルと呼んでいる。
この記事では、事業活動に関する本来のカルテルについて説明する。

## 概要
カルテルは、複数の事業者が競争を回避するために、取決めないし申し合わせ等の方法により、互いに自らの事業活動を調整する行為を指す。後述するように、カルテルは多くの国で競争法（独占禁止法）による規制を受ける。

### 当事者
まず、カルテルは当事者の関係性によって二分される。つまり、互いに競争関係にある事業者の間で事業活動の制限を課す「水平的制限」（英: horizontal cartel）と、当事者の大半は相互に競争関係にあるが、一部に取引関係にある者（メーカーと卸売業者など）を含むような場合に事業活動の制限を課す「垂直的制限」（英: vertical cartel）である。
一般に、水平的制限は競争を直接的に制限するものとして、より悪質性が高いと看做されている。例えば、アメリカ合衆国の反トラスト法の制定当時は、水平的制限は当然無効であるとして特に強力な規制が加えられていた。

## メカニズム

### カルテル破り
カルテル破り（裏切り）とは、カルテルに参加する事業者が合意や取決めの内容に反することである。
ただ、カルテル破りにより、カルテルに参加する事業者が抜け駆け的に個別の利益を追求することは可能だが、やがてカルテルは破綻する。つまり、カルテルが安定的に維持されるためには、各企業がカルテルでの取決めを守るインセンティブがあって、抜け駆け的なカルテル破りは得策ではないという条件が必要になる。
そして、その条件を導くために、無限回繰り返しゲームの理論が用いられる。各事業者は、カルテルにおいていわゆる囚人のジレンマにおかれていて、毎回の取引においてカルテルの取決めを守る（協力）か裏切る（非協力）かを選択するゲームである、と解する。

### カルテルの安定性
カルテルの安定性について考える上では、来期に各事業者が得る利潤を、当期の基準で評価する際にどの程度割り引かれるのかを示す値である、割引因子が重要である。

#### カルテルの安定性の基本式
ここで、以下のような市場を仮定する。
- 市場には長期的な戦略的状況に置かれた{\displaystyle n}個の事業者がいる。
- 市場構造及び市場を取り巻く環境は不確実性もなく安定しており、毎期同じ市場構造と環境が繰り返される。
- 各企業の費用関数（限界生産力）は、対称的とする。
- 全ての事業者の割引因子は、{\displaystyle \delta }（但し、{\displaystyle 0\leq \delta \leq 1}）で共通している。
- 全ての事業者がカルテルに参加し、各事業者は独占生産量を均等に分け合う。

また、次のように定数を定める（なお、常に{\displaystyle \pi ^{*}>\pi ^{M}>\pi ^{N}}を満たす）。
- {\displaystyle \pi ^{M}}は、各事業者がカルテルを守った際に得られる各期の利潤を指す。
- {\displaystyle \pi ^{*}}は、他の全ての事業者が上述の通りの生産を行っている時に、自分だけカルテル破りをして得られる今期の最大利潤を指す。
- {\displaystyle \pi ^{N}}は、カルテルが破られた結果として、競争状態が発生した場合に各事業者が得られる利潤を指す。

上記の市場において、仮に一方的にカルテル破りを行えば、今期に限って言えば{\displaystyle \pi ^{*}-\pi ^{M}}という利潤の増加が見込める。しかしながら、来期以降は協調関係が消失し競争関係になってしまうので、 {\displaystyle \pi ^{M}-\pi ^{N}}だけの利潤減少が来期以降毎期発生することになる。
つまり、下記の不等式が成立する場合には、カルテル破りがあっても継続されることになる。{\displaystyle \left[{\frac {\delta }{1-\delta }}(\pi ^{M}-\pi ^{N})\right]\geq \left[\pi ^{*}-\pi ^{M}\right]}

#### 市場構造とカルテルの安定性
なお、{\displaystyle \pi ^{M}}・{\displaystyle \pi ^{*}}・{\displaystyle \pi ^{N}}は、それぞれ市場構造によって具体的に一意に定まる定数であるから、カルテルの安定性はこれらの値によって左右される。また、ある市場において{\displaystyle \pi ^{M}}・{\displaystyle \pi ^{*}}・{\displaystyle \pi ^{N}}が一定である限り、カルテルを維持するのに必要な最小の割引因子を{\displaystyle {\overline {\delta }}}として、各事業者の{\displaystyle \delta }がすべて{\displaystyle {\overline {\delta }}}を上回る場合にカルテルが維持される。
これらの帰結として、特に事業者が多い市場では、カルテルによる利益の分け前である{\displaystyle \pi ^{M}}が小さくなると、カルテルは生じにくくなる。そのため、市場の参入障壁の高低はカルテルの形成の指標の一つとなる。
他方で、市場構造によって{\displaystyle \pi ^{M}}が低く抑えられている市場であっても、全事業者が一定水準以上の割引因子{\displaystyle \delta }を持っていればカルテルは実現可能である。

## 類型

### ハードコア・カルテル
ハードコア・カルテル（英: hardcore cartel）とは、競争の実質的制限すなわち市場支配力の形成・維持・強化のみを目的としており、そのような目的に基づかないのであれば、利潤最大化を図る事業者の行動として合理的に説明がつかないようなカルテルを指す。
この類型は、客観的に反競争効果が生じることが明らかで、これを補うような競争促進効果ないし正当化事由を持ち得ないことが明らかである。

#### 価格カルテル（価格協定）
価格カルテル（英: price fixing）は、商品やサービスの価格についてのカルテルである。
複数の事業者間で、商品・サービスの価格を共同で引き上げたり、価格を取り決めたりする行為が代表例である。詳細には下記の行為が該当する。
- 価格引上げカルテル
  - 値上げの幅や値上げ額の決定
  - 掛け率の引上げ等の決定
- 目標価格や標準価格の決定
  - 最低価格の決定
  - 最高価格の決定
- 再販売価格の決定（再販売価格維持）

価格カルテルは、どのような形式や名称のものであってもほとんど常に市場支配力の形成・維持・強化につながり、市場メカニズムに直接的に影響を及ぼす。そのため、特にアメリカのシャーマン法においては、消費者に市場価格以上の価格を押し付け実施企業間で超過利益を山分けする点で、消費者の財布から金を盗むに等しい行為とされる他、日本の独占禁止法やEU競争法においても最も悪性が高い行為類型であるとされる。

#### 数量制限カルテル
数量制限カルテルは、商品・サービスの生産や取引を行う数量についてのカルテルである。
この類型では、複数の事業者が共同して市場への供給量を制限することで、主に価格を上昇させる方向で市場価格に影響を及ぼす。
また、明確に商品・サービスの数量を定めない場合でも市場シェアの配分を図る「シェア協定」や、設備投資を制限して将来の生産可能量を減少させる「設備投資制限カルテル」もこれらに含まれる。

#### 取引先制限カルテル（市場分割カルテル）
取引先制限カルテルは、取引先の制限すなわち顧客の獲得競争を直接に制限するカルテルである。
この類型の典型例として、各事業者に取引先の集団を割り当てる市場分割などの行為が挙げられる。
特に、市場分割について、加盟国国境の障壁の除去による共同市場の創設を目指した欧州共同体（EC）を前身とする欧州連合（EU）は、極めて厳格な姿勢で臨んでいる。
なお、取引先の制限は、価格カルテルや数量制限カルテルの実効性確保の手段として、カルテル破りを監視し防止するために併用されることもある。また、後述の共同排除行為や入札談合にも取引先を制限する側面がある。

#### 共同排除行為（グループ・ボイコット）
共同排除行為（英: group boycott）とは、水平的関係（競争関係）や垂直的関係（取引関係）にある事業者が、特定の事業者に対して共同して取引を拒絶したり、取引相手に圧力をかけて取引を拒絶させることを取り決める行為である。
ただ、この類型において、競争事業者を排除する以外の目的や効果を持たない事例（あからさまなボイコット）はハードコア・カルテルに当たるが、そうでない事例も存在する。なお、「あからさまなボイコット」には以下の要素が認められる。
- 共同排除行為に参加する事業者が相互に競争関係にあること
- 共同排除行為に参加する事業者と標的となった事業者が、相互に競争関係にあること
- 共同排除行為によって、標的となった事業者が、有効な競争の機会を奪われること
- 何らかの共同事業[注 2]や専門職団体の内部規約の執行に付随するものでないこと

日本においては、他のカルテルが「不当な取引制限」とされるのに対して、本類型は原則として「不公正な取引方法」の「共同取引拒絶」（同法2条9項6号イ、一般指定1項）の規制や、事業者団体規制（同法8条各項）が適用される。

#### 入札談合
入札談合は、公的主体が実施する競争入札に係る取引において、参加する事業者があらかじめ落札予定者を決定し、その事業者が実際に落札できるために協力する行為である。
競争入札では、各事業者の入札価格によって落札者が決定されるため、入札談合で落札予定者が実際に落札できるようにするためには、入札価格を調整することが必要である。よって、入札談合は価格カルテルと類似した類型といえる。

### 非ハードコア・カルテル
非ハードコア・カルテル（英: non-hardcore cartel）は、（一見して）競争の制限を直接の目的としないか、社会的に望ましい効果を持つような競争事業者間の共同行為であっても、結果として競争の実質的制限すなわち市場支配力の形成・維持・強化を生じさせるものをいう。
なお、非ハード・コアカルテルについては、「偽装されたカルテル」と「付随的制限」の概念が存在する。
偽装されたカルテルは、外見上は競争法上正当と評価される目的を追求しているかのように見えながら、ハードコア・カルテルのような実態を有する共同行為を指す。このような事例の存在によって、非ハードコア・カルテルは競争法上問題とされることを免れない。
反対に、付随的制限とは、それ自体としては競争を制限する内容を有するが、有益な共同事業の円滑で効果的な実施に必要であるとの理由から、競争法上の正当化を得る余地のある共同行為を指す。
非ハードコア・カルテルの違法性の判断の核心は、この「偽装されたカルテル」と「付随的制限」の識別にあるといえる。

#### 業務提携
- 共同研究開発
- 共同生産
- 共同販売
- 共同購入

## 歴史
中世のカルテルは座、株仲間、ギルドのように呼び方がまちまちだった。
200家族の支配したフランスでは独占に明確な協定を要せず、以心伝心的な協調、つまりアンタント（仏: entente）が行われた。
法律で規制する観点から似たような協定をカルテルと総称するのは近現代からである。

### 国際カルテル
影響が大きかった国際カルテルには次のようなものがある。錫カルテル、銅カルテル、銀カルテル、海運アライアンス、ポイボス・カルテル、兵器カルテル、無線カルテル、通信社カルテルなどは、各国の政治・法律と私的自治の論理によって規制を免れてきた。合成窒素カルテルには遅まきながら日本も参加した。キニーネカルテルは農産物が対象である点で興味深い。
いわゆる鉄鋼カルテルは時代・地域・製品により区別されたものが国連などから多数報告されている。リヒャルト・クーデンホーフ＝カレルギーの汎ヨーロッパ主義提唱から3年後、1926年にドイツ、フランス、ベルギー、ルクセンブルク、ザール間でEntente internationale de l'acierが結ばれた（ルクセンブルクの歴史#経済問題を参照）。これは欧州石炭鉄鋼共同体の礎となった。

### カルテルに対する規制の歴史
国際カルテルは当然に国益を考えず利益本位で動く。シャーマン法制定に活躍したウェンデル・バージは、国際カルテルを「私的政府」と呼び糾弾した。戦後、日本の財閥解体は「トップのいない企業結合体」を存置する方針となり、財閥が再結集するという結果となった。1953年に独占禁止法を改正してカルテルを一部容認した。1958年、西ドイツで競争制限禁止法が公布され、日本の公正取引委員会にあたる連邦カルテル庁が発足した。カルテルは原則禁止されたが、多数の例外規定が設けられていた。ドイツには戦前から多様な独占形態が存在した（具体例）。
- 1961年2月、フィラデルフィア連邦地方裁判所は、ゼネラル・エレクトリックとウェスティングハウス・エレクトリックを中核とする29の電機メーカーと45人の役員に総額192万4500ドルの罰金刑を課した。判事の言によると、争われたカルテルは戦前から続いていた。役員らは高齢にもかかわらず30日間の懲役刑が言い渡され、世間の注目を集めた。
- 2009年7月、欧州委員会はGDFスエズとE.ONの2社に対し、MEGAL pipelineに関する取り決めに対し、それぞれ553百万ユーロの制裁金を課した。553百万ユーロの金額は欧州委員会が下した金額として2番目の大きさ、エネルギー業界に対しては最大の金額となった。MEGAL pipelineに関する取り決めとは、E.ONが2003年に買収したルールガス（Ruhrgas）とGDFが1975年に互いの市場に参入しないということであり、この取り決めは2005年に破棄されていたものだった。
- 民間向け航空輸送サービスは1970年代に至るまで、ほとんどの大手航空会社（Legacy Carrier, LC）は国際航空運送協会(IATA)と航空会社、各国政府の間で取り決めた料金体系（IATAカルテル）を維持していた。また、貨物分野でも航空貨物カルテルが公正取引委員会から処分されている。
- 2014年、全地球規模ともいえる高圧電線の国際カルテルが摘発された。2007年1月に欧州委員会が総額で7億5千万ユーロの制裁金支払命令を出した送電線スイッチカルテルも、同様にABBグループを中心とする[注 6]。どちらのカルテルにも日本勢が多数参加しているが、中身は多少違っている。スイッチカルテルのフランス勢にアルストム、アレヴァ、ソシエテ・ジェネラル系の同族企業であるシュナイダーエレクトリックがいる。ジーメンスは唯一のドイツ勢である。

### つくられた抜け道
西ドイツ競争制限禁止法の原則規定は1条で、2条から8条が例外規定であった。そのうち4条で定める適用除外対象が不況カルテルであり、5条の対象は合理化カルテルであった。1965年と1973年の法改正により新たに専門化カルテルが適用除外となった。5条2項から分離して各年に5a条と5b条が新設されたのである。西ドイツ競争制限禁止法は日本の独占禁止法に影響を与えた。まず西ドイツ競争制限禁止法4条の下地となった草案2条が独禁法旧24条の3へ伝播し不況カルテルを容認した。そして西ドイツ競争制限禁止法5条が独禁法旧24条の4となり合理化カルテルを許容した。

#### 不況カルテル
不況カルテルとは、字のごとく不況を耐え抜くためのカルテルである。不況カルテルの「不況」とは、景気循環で訪れる不況をいうのか、それとも構造的不況をいうのか問題になる。この点西ドイツ競争制限禁止法草案2条が削除されたのは、両方の不況、特に循環不況においてカルテルを認めていたことが批判されたからである。この意味で日本独禁法の不況カルテル規制は緩く、ニクソン・ショックによる円高不況とオイルショックによるコスト高不況の1970年代に造船業やステンレス業界などから多くの申請があり、認可された。西ドイツでは、欧州石炭鉄鋼共同体の緩さを除けば1957年以降、申請数がわずか、認可は皆無であった。1978年3月31日に連邦カルテル庁が判断原則を公表してからは認可されやすくなっていた。
西ドイツで不況カルテルが認可される前提要件は4点あった。まず、カルテルの主体が生産・製造・加工または組立部門（限定列挙）であること。製品の有体物であることまで必要とするかどうかについては、電気その他エネルギーも含むと解釈された。次に、構造不況のため需要回復の見通しが立たないこと。不況を判断する地域については従来からの販売態様を基準とした。そして、カルテルによる競争制限が、生産能力を需要に計画的に適合させていくのに必要な限度であること。最後に、比較衡量に適っていること。4条で義務となっている設備廃棄計画が、当事者間で合意に達するためにカルテルを必要とする場合などは許される。以上4点に加え、特に産業部門不況カルテルについては8条2項でLRA 並みの厳格な基準を設けていた。

#### 合理化カルテル
合理化カルテルとは、字のごとく事業を合理化するためのカルテルである。合理化内容いかんは独禁法で4種類を限定列挙していたので専ら西ドイツの問題であった。第一には経営合理化、つまり費用対効果の改善である。しかし量産化であえて品質を下げるなどというのは駄目で、一応イノベーションが志向された。国民経済は二義的要素であった。そして、合理化カルテルは独禁法で生産業に限定していたが、西ドイツではサービス業に適用できた。かかる合理化カルテルは西ドイツ競争制限禁止法準備段階当初からの基本構想であって、ルール地方のゲオルクなどの取扱いと関係して立法に向けて草案が修正された。そして5条1項の規格統一カルテルは届出さえすれば認可されたから、欧州石炭鉄鋼共同体と同様に輸出先には遠慮がなかった。
規格統一カルテルの最初は19世紀にさかのぼる。メートル条約がその後の発展を基礎づけた。1896年に欧州で国際材料試験協会が発足して国際標準化時代が到来した。2年後設立のアメリカ支部はASTMインターナショナルである。このブームに乗って1926年に万国規格統一協会ができた。やがてこれを国際標準化機構が承継した。20世紀初頭には国際電気標準会議と国際無線電信連合が並行して発展をとげた。2001年からは世界標準協力が、国際標準化機構、国際電気標準会議、そして国際電気通信連合のITU-Tから、会長・副会長・事務局長等を集めて一層緊密に連携している。最近で国際標準化の俎上に上がっている構想はスマートグリッドとブロックチェーンである。
欧州石炭鉄鋼共同体から不況・合理化カルテルまでは系譜としての関係ができている。そして、鉄鋼カルテルの前にリンクを列挙した国際カルテルの中には鉄鋼カルテルと出身地の近いものが幾つか存在している。

## 規制

### 各国における法制度
アメリカ合衆国や中華人民共和国など多くの国では、いわゆる競争法と総称される法令（独占禁止法や反トラスト法といった訳が当てられることも多い）に、カルテルの規制を置いている。

### アメリカ
アメリカでは、アメリカ合衆国司法省が反トラスト法を所管している。
1890年に成立した米国最初のカルテル規制法規であるシャーマン法第1条によれば、シンジケートや紳士協定もカルテルとみなされることがある。
また、同法は、ウェッブ・ポメリン法により修正を受けた。
- ウェッブ・ポメリン法による修正の結果として、1904年にできた板ガラスカルテルに米輸出組合が参加してしまった。

- アメリカにおける反トラスト法違反の罰金の最高額は、2011年に発表された5億4,800万ドルで、アメリカ向けの自動車用ワイヤーハーネスの価格カルテルを続けていた、日本の矢崎総業とデンソーに対して申し渡されたもの。なお同時に矢崎総業の日本人幹部4人が、1年3カ月から2年の禁錮刑を受けることも司法取引で同意されている[8]。

### 欧州連合
欧州連合（EU）では、欧州連合競争法として知られるいくつかの法規によって、カルテルが規制されている。
欧州連合競争法の一部をなす、欧州連合機能条約（TFEU）第101条は、「事業間の合意のすべて、事業連合体の決定および協定された取り扱いであって、加盟国間における貿易に影響を与え、それらの目的または効果として共同市場内における競争を阻害し、制限」する行為を禁じる、「競争制限的協定の規制」を定めている。
具体的には、カルテルに当たる行為のうち、下記の各類型を規制している。
- 価格協定（同条1項a号）
- 生産、販売、技術開発または投資に関する制限や統制（同条1項b号）
- 市場または供給源の割当て（同条1項c号）
- 特定の取引相手を差別的に扱い、競争上不利な立場に追い込む行為（同条1項d号）[10]

TFEU第101条でいう「協定」は、競合する事業者間の協定（水平的制限）だけでなくメーカーと販売業者間の協定（垂直的制限）の両スキームを包含する。また、企業が正式な文書や協議で合意をしていなくとも、同時に価格を上下させるような非公式協定（いわゆる紳士協定）の締結および協調行動をカルテル行為に含まれるという解釈がなされている。
他方で、第101条3項では、消費者にとって利益になる行為は違法とされない。また、欧州委員会は販売価格の修正を除いた、市場占有率が10%に満たないような小規模の事業者による協定などについて第101条の対象外としている。欧州連合競争法の執行機関は欧州委員会である。

### 日本
日本法の「私的独占の禁止及び公正取引の確保に関する法律」（以下「法」）は、カルテルを不当な取引制限として禁止している（法第3条後段）。
日本では、公正取引委員会が独占禁止法に抵触するカルテルを結んだ事業者等に対して課す金銭的不利益のことを課徴金と呼び、刑事罰の罰金と区別している（結果的に両方が科せられるケースもある）。
- 日本における課徴金の最高額は、2010年に発覚した光ファイバーケーブルの納入をめぐるカルテルで、住友電気工業、古河電気工業、フジクラらに約160億円の納付が命じられたもの。住友電気工業と古河電気工業は、直近に公正取引委員会から別の課徴金納付命令を受けていた経緯があり、課徴金の割増制度が適用され極めて高額なものとなった[12]。

- 2024年6月、東京海上日動火災保険・損害保険ジャパン・三井住友海上火災保険・あいおいニッセイ同和損害保険の大手4社に対して大手私鉄グループ企業との共同保険取引でカルテルを結んでいる疑いから、保険業法に基づく報告徴求命令を各社に発出、公正取引委員会は合わせて20億円余りの課徴金の納付を命じた[13][14]。